# Uma Vida, Uma História - Ao Vivo
Uma Vida, Uma História - Ao Vivo é um álbum ao vivo da cantora Damares lançado no final de 2011. Depois a sua gravadora lançou como DVD e download digital.
O álbum foi classificado na primeira fase do Troféu Promessas nas indicações de "Melhor CD", "Melhor CD Pentecostal" e "Melhor Música" com "Consolador" e "Sabor de Mel", porém só ganhou na indicação de "Melhor CD Pentecostal".
O CD conquistou em 2013, disco de ouro pela vendagem superior a cinquenta mil cópias, pela ABPD.

## Faixas
| N.º | Título                                                                                                 | Compositor(es)                                                                                      | Duração |  |
| 1.  | "Adoração sem fim"                                                                                     | Roberto Reis                                                                                        | 4:44    |  |
| 2.  | "Diamante"                                                                                             | Agailton Silva                                                                                      | 6:28    |  |
| 3.  | "De Repente"                                                                                           | Dill                                                                                                | 4:52    |  |
| 4.  | "Sacrifício e Adoração"                                                                                | Lázaro e Eduardo                                                                                    | 5:47    |  |
| 5.  | "Na Mesa do Rei"                                                                                       | Tângela Vieira                                                                                      | 4:57    |  |
| 6.  | "A Batalha do Arcanjo"                                                                                 | Agailton Silva                                                                                      | 5:07    |  |
| 7.  | "Derrama Shekináh"                                                                                     | Agailton Silva                                                                                      | 4:42    |  |
| 8.  | "Medley: Milagre/ Diário de um Vencedor/ Não Toque no Ungido/ O Deus que Faz/ É a Sua Vez/ Apocalipse" | Os Galileus, Edmar Santana, Rick e Renan, Rick e Renan, Rick e Renan, Roberto Reis e Agailton Silva | 8:10    |  |
| 9.  | "Glória"                                                                                               | Irmãs Andradas                                                                                      | 5:33    |  |
| 10. | "Um Novo Vencedor "(Ministração)"                                                                      | Agailton Silva                                                                                      | 6:27    |  |
| 11. | "Quem Viver Verá"                                                                                      | Agailton Silva                                                                                      | 6:31    |  |
| 12. | "Em Adoração"                                                                                          | Composição e regravação de: Sostenes Mendes, Giselli Cristina                                       | 6:41    |  |
| 13. | "Consolador"                                                                                           | Anderson Freire                                                                                     | 4:55    |  |
| 14. | "Sabor de Mel"                                                                                         | Agailton Silva                                                                                      | 5:35    |  |

## Indicações e Premiações
Troféu Promessas
| Ano                     | Categoria                 | Indicado | Resultado |
| ----------------------- | ------------------------- | -------- | --------- |
| 2012                    |                           |          |           |
| "Melhor Música"         | Consolador e Sabor de Mel | Indicado |           |
| "Melhor CD"             | Ao Vivo em São Sebastião  | Indicado |           |
| "Melhor CD Pentecostal" | Ao Vivo em São Sebastião  | Venceu   |           |

DVD